# Lenda da Sereia da Praia
A Lenda da Sereia da Praia é uma tradição oral da ilha de Santa Maria, nos Açores. Refere-se ao modo pelo qual povo recordava a origem do nome aos lugares em que habitava.

## Sinopse
A lenda passa-se no tempo do povoamento da ilha, quando os lugares ainda não tinham nome. Numa noite de lua cheia um pescador avistou a boiar calmamente sobre as águas, em direcção à praia, uma mulher de longos cabelos negros e olhos castanhos, que ondulavam como o mar na aragem. Nua da cintura para cima, o seu corpo era de uma beleza única e esplendorosa, com um rosto de extrema suavidade.
O pescador, no areal, ficou deslumbrado com tão rara visão. Espantado e curioso, aproximou-se para averiguar, e quando já estava muito perto da mulher, que brincava nas águas envoltas em luar, percebeu com algum medo que o pescoço da mulher se encontrava desfigurado pelo que lhes pareciam guelras. Da cintura para baixo, apresentava a anatomia de um peixe. Uma sereia!, exclamou o homem espantado com a visão.
Perdido entre o medo e a aflição de não saber o que fazer, e consciente das histórias que se contavam das sereias que encantavam os homens e que os levavam para nunca mais serem vistos, o pescador julgou ser obra do diabo e começou a esconjurar a aparição. Mal o fez, a mulher presa no corpo de sereia voltou a ser simplesmente mulher, saindo das águas nua e pura, envolta em luar.
A lenda não informa se os dois foram felizes para sempre, mas está na origem do nome atribuído a esta praia no mapa feito pelo cosmógrafo real Luís Teixeira em 1584, para Filipe II de Espanha, aquando da sua viagem aos Açores nesse ano, que lhe atribuiu o nome de Plaia Hermosa - Praia Formosa.